# Japansk hönshirs
Japansk hönshirs (Echinochloa esculenta) är en gräsart som först beskrevs av Alexander Karl Heinrich Braun, och fick sitt nu gällande namn av Hildemar Wolfgang Scholz. Enligt Catalogue of Life ingår Japansk hönshirs i släktet hönshirser och familjen gräs, men enligt Dyntaxa är tillhörigheten istället släktet hönshirser och familjen gräs. Arten förekommer tillfälligt i Sverige, men reproducerar sig inte. Inga underarter finns listade i Catalogue of Life.